# NGC 6578
NGC 6578 је планетарна маглина у сазвежђу Стрелац која се налази на NGC листи објеката дубоког неба.
Деклинација објекта је - 20° 27' 0" а ректасцензија 18h 16m 16,5s. Привидна величина (магнитуда) објекта NGC 6578 износи 12,9 а фотографска магнитуда 13,1. NGC 6578 је још познат и под ознакама PK 10-1.1, ESO 590-PN12, CS=11.8.